# اقتصاديات الرموز
تعتبر اقتصاديات الرموز ، المعروفة أيضًا بالـ Tokenomics، مجالًا ناشئًا يهتم بالخصائص الاقتصادية للأنظمة اللامركزية التي تستخدم الرموز المشفرة، والتي يتم إنشاؤها وإدارتها عادةً على السجلات الموزعة القائمة على تقنية البلوكتشين.
تشمل مجالات الاهتمام الرئيسية لهذا المجال تحديد خصائص القيمة الاقتصادية للرموز المشفرة، وكيف تؤثر خصائص الرموز (بالإضافة إلى القواعد والإجراءات الأخرى لهذه الأنظمة) على الخصائص الاقتصادية الأوسع للنظام، بما في ذلك:
- كيف تقوم الرموز بتوفير وتوزيع الموارد المحدودة المتاحة. على سبيل المثال، من الشائع أن يتم تخصيص نسبة من الرموز إلى المؤسسين، نسبة إلى المستثمرين، نسبة إلى المجتمع والمتبنين المبكرين، نسبة إلى تطوير البروتوكول أو النظام، ونسبة للتسويق والترويج.
- كيف يتفاعل هذا النظام مع العمليات الاقتصادية الخارجية الأخرى عبر الرموز (مثلًا، كيف يتم تحويل الرمز الخاص بنظام ما إلى رموز أو عملات أو أصول مادية أخرى)
- كيف تتصرف الأطراف الفاعلة (البشر) في هذا النظام من وجهة نظر اقتصادية، أو بكلماتٍ أخرى، ما هي أنظمة الحوافز والروادع التي تحفز أطراف النظام على التصرف بطريقة معينة بناءً على اهتماماتهم الاقتصادية. على سبيل المثال، في بلوكتشين إيثيريوم، يتم استخدم اقتصاديات الرموز لمكافئة المعدنين الذين يقومون بعملهم بنزاهة، ولعقاب المعدنين الذين يضرون بنزاهة الشبكة.
- الكفاءة الاقتصادية لكل هذه العمليات

يتصف مجال اقتصاديات الرموز بتركيزه القوي على الجانب التطبيقي، حيث يبحث في كيفية استخدام معارف ومبادئ المجال لهندسة نظم اقتصادية تمتلك خصائص محددة ومرغوبة.
يمتلك كل بروتوكول بلوكتشين عملة مشفرة أو رمز خاصة به، أو ما يسمى بالـ كريبتو، ويتم تطوير وإصدار هذه العملة أو الرموز بشكل مباشر من البروتوكول. تعد كل من العملات المشفرة والرموز فئات فرعية من الأصول الرقمية التي تستخدم علم التشفير.
يمكن إنشاء الرموز كعناصر أصلية لبروتوكول بلوكتشين ما، أو باستخدام عقد ذكي يتم نشره على البلوكتشين. على سبيل المثال، إيثر، أو إيث اختصارًا، هو هو رمز مشفر أصلي لبلوكتشين إيثيريوم، وقد تم إنشاؤه بواسطة فريق مطوري إيثيريوم لتحفيز السلوك النزيه لدى المعدنين الذين يقومون بتشغيل بلوكتشين إيثيريوم. بينما أصدرت لعبة Axie Infinity رمز آكسس Axie Infinity Shards (AXS) باستخدام عقد ذكي على بلوكتشين إيثيريوم، تم تطويره من جهة لا علاقة لها بمؤسسة إيثيريوم أو فريق مطوريها، الذي طور طرف ثالث غير منتسب ، من أجل منح حاملي الرموز المميزة حقوق حوكمة معينة على لعبة .
في كلتا الحالتين ، يتم اختيار تصاميم اقتصاديات رموز مختلفة لتفعيل الدور المقصود للرمز المشفر. مع إيلاء اهتمام خاص لتحويل الرموز أو العملات المشفرة إلى آلية تحفيز، واختيار سياسة نقدية تحرص على تماشي العرض مع الطلب. يتضمن ذلك تحديد القواعد حول كيفية ووقت إنشاء الرموز أو إزالتها من النظام. تسمح القواعد المكتوبة في العقود الذكية بأتمتة هذه العمليات النظمية.
في نظام الاقتصاد في العالم الحقيقي، يخضع الاقتصاد لتقلبات مثل التضخم والانكماش. وتحاول البنوك المركزية التخفيف من حدة هذه التقلبات من خلال السياسات النقدية. يمكن اعتبار اقتصاديات الرموز كمنهجية لتطبيق السياسات النقدية والقواعد الاقتصادية عبر العقود الذكية المؤتمتة. في عالم البلوكتشين، تصدر مشاريع مختلفة الرموز أو العملات الخاصة بها عبر تصاميم اقتصاديات رموز مختلفة لتطوير نظامها البيئي عبر آليات مختلفة، مثل جمع التمويل والحوكمة. تتضمن بعض نماذج اقتصاديات الرموز الشائعة النموذج الانكماشي، والنموذج التضخمي، ونموذج ثنائي الرموز.

## إنشاء الرموز المشفرة وأنواعها
قد تقوم الشركات بإنشاء الرموز المشفرة الخاصة بها لأسباب اقتصادية وهيكلية. يتم إنشاء الرموز لتشجيع حامليها على التفاعل وتمكين المنتج من خلال توزيع المكافآت تلقائيًا على أصحاب المصلحة. قد تستخدم المشاريع الرموز المميزة لجمع التمويل من الجمهور، ولإثبات نزاهة العملية الداخلية (على سبيل المثال، رموز الحوكمة تمثل حق التصويت). كي تحقق الرموز المشفرة وظائفها وأغراضها المقصودة، يلزم وجود نموذج اقتصاديات رموز مصممة بدقة.

### الأوراق المالية المشفرة لجمع التمويل
في الأسواق الاستثمارية التقليدية، إذا أرادت شركة ما جمع الأموال من الجمهور، فيجب أن تمر من خلال طرح أولي عام (IPO)، والذي قد يستغرق سنوات، ويكلف ما بين ٤ إلى ٢٨ مليون دولار كرسوم، اعتمادًا على حجم الطرح. في المراحل المبكرة، يُسمح فقط للمستثمرين المعتمدين بالدخول في استثمار، مثل رأس المال الاستثماري. في العالم اللامركزي المؤتمت، وبتكلفة أقل، يمكن لأي شخص إنشاء رموز مشفرة تتصف بمعايير ووظائف يتم تحديدها عبر نموذج اقتصاديات الرموز.  بدلاً من الأسهم، تجمع شركات البلوكتشين التمويل من خلال إصدار الرموز أو العملات المشفرة في عملية طرح أولي للعملة (ICOs). يمكن اعتبار هذا النوع من الرموز، والتي نسميها الأوراق المالية المشفرة، بمثابة أسهم ملكية لشركات البلوكتشين. بعد إصدار الرموز، يُسمح للمستثمرين الأفراد بشراء هذه الرموز وامتلاك الأسهم. بالنسبة للمستثمرين، يمكن أن يصبحوا مساهمين مبكرين لكسب العوائد جنبًا إلى جنب مع نمو الشركة. يمكن لمستثمري الويب الثالث بيع ممتلكاتهم من الرموز بعد فترة الاستحقاق .

### الرموز الوظيفية للاستخدام الداخلي
تُستخدم الرموز الوظيفية كإثبات للوصول إلى خدمة أو منتج ما لدى الشركة. على عكس الأوراق المالية المشفرة، فإن الرموز الوظيفية مخصصة للتبادل وتأمين السيولة وقيمة الشركة. الرموز الوظيفية هي أيضًا بمثابة عملة داخل النظام البيئي لبلوكتشين ما. على سبيل المثال، باستخدام رمز مميز يسمى إس إل بي Smooth Love Potion (SLP) في لعبة Axie Infinity، يمكن للاعبين تربية وتطوير شخصيات اللعبة. في هذه الحالة، يعمل SLP كعملة داخلية للعبة. يكسب المستخدمون SLP من إتمام المهام، ويصرفون الرمز لهزيمة أخصامهم.

### المخاطر
يخاطر المستثمرون بأن يتعرضوا لاحتيال سحبة بساط، مما يعني أن الجهة المصدرة للرمز المشفر قد "تجمع التمويل وتختفي"، مما يؤدي إلى خسارة القيمة في تلك الرموز وخسارة المستثمرين لرأس المال. قد يخترق هاكر النظام ويسرقون الرموز المشفرة ويبيعونها بشكلٍ سريع ما يؤدي إلى انخفاض قيمتها. وبالتالي كل نموذج لاقتصاديات الرموز له عيوبه ومزاياه.